# Donald Bailey
Donald Orlando "Duck" Bailey (Filadelfia, Pensilvania; 26 de marzo de 1933 - 15 de octubre de 2013) fue un baterista de jazz estadounidense.
Conocido por muchos en el mundo del jazz como "Duck", nació en una familia musical. Bailey era un estudiante y discípulo del género del jazz constante. Sin el conocimiento de sus hermanos y hermanas, y su padre Morris Bailey, fue un baterista por su propio derecho. El hermano de Donald, Morris Bailey, Jr. es también un consumado arreglista, compositor, productor y saxofonista y su sobrino es el bajista de jazz Victor Bailey, más conocido por su trabajo con el grupo Weather Report. Bailey tuvo su gran oportunidad en el mundo del jazz y es probablemente más conocido como el baterista del trío de organistas de jazz de Jimmy Smith desde 1956 hasta 1964, y también por su trabajo con The Three Sounds en Blue Note Records.